# نيل فيث
نيل فيث (بالإنجليزية: Neil Faith)‏ هو مصارع محترف بريطاني، ولد في 29 أبريل 1981 في كولشيستر في المملكة المتحدة.

## وصلات خارجية
- نيل فيث على موقع CageMatch worker (الإنجليزية)

- نيل فيث على موقع IMDb (الإنجليزية)